# Zdětín (district de Prostějov)
Pour les articles homonymes, voir Zdětín.
Zdětín (en allemand : Sdietin) est une commune du district de Prostějov, dans la région d'Olomouc, en République tchèque. Sa population s'élevait à 385 habitants en 2023.

## Géographie
Zdětín est arrosée par la rivière Romže et se trouve à 9,5 km à l'ouest-nord-ouest de Prostějov, à 21 km au sud-ouest d'Olomouc et à 195 km à l'est-sud-est de Prague.
La commune est limitée par Hluchov au nord, par Bílovice-Lutotín et Lešany à l'est, par Ohrozim et Vícov au sud, et par Ptení à l'ouest.

## Histoire
La première mention écrite de la localité date de 1368.

## Transports
Par la route, Zdětín se trouve à 12,5 km de Prostějov, à 26,5 km d'Olomouc et à 248 km de Prague.